# Aspire Airlines
Aspire Airlines (zuvor R1 Airlines und noch früher Regional 1 Airlines) war eine kanadische Fluggesellschaft mit Sitz in Calgary, die sich auf ACMI-Vermietungen spezialisiert hat. Sie betrieb ihre Flugzeuge im Wetlease für andere Unternehmen.

## Geschichte
Die Gesellschaft wurde im Frühjahr 2003 als Tochterunternehmen der Avmax Group in Calgary gegründet. Weil die Konzerngruppe bereits ein in Calgary ansässiges Unternehmen names Westpoint Aviation besaß, erhielt die neue Fluggesellschaft zunächst den Namen Westpoint Airlines. Sie übernahm im Mai 2003 mit einer De Havilland DHC-8-100 ihr erstes Flugzeug. Noch vor Aufnahme des Flugbetriebs wurde die Gesellschaft zur Regional 1 Airlines umfirmiert.
Drei weitere DHC-8-100 ergänzten bis zum Jahresende 2003 die Flotte. Bis zur Aufnahme des Linienflugbetriebs kamen die Maschinen im Charterverkehr zum Einsatz. Im Oktober 2004 richtete die Gesellschaft ein von Lethbridge ausgehendes Streckennetz ein, das zunächst die Städte Red Deer, Kelowna und Vancouver umfasste. Der regionale Linienverkehr war nicht profitabel und wurde im September 2005 beendet. Anschließend setzte Regional 1 Airlines ihre Maschinen auf nationalen Charterflügen sowie weltweit im Wetlease für andere Fluggesellschaften und sonstige Unternehmen ein.
Im November 2013 fusionierten die beiden Stammgesellschaften der Regional 1 Airlines und der Air Georgian miteinander zur Holding Regional Express Aviation Limited (REAL). Die zwei eingebrachten Fluggesellschaften blieben als rechtliche Einzelunternehmen bestehen. Weil Regional 1 Airlines ausschließlich im Bereich des ACMI-Leasings tätig war, erhielt sie im Frühjahr 2014 den neuen Namen R1 Airlines.
Nachdem Transport Canada dem Unternehmen im April 2019 das Luftverkehrsbetreiberzeugnis entzogen hatte, stellte R1 Airlines den Betrieb im Juni desselben Jahres vorläufig ein. Die Fluggesellschaft gab zu dieser Zeit an, dass man plane, den Flugbetrieb wieder aufzunehmen. Die Fluggesellschaft startete im Dezember 2020 wieder.
Im Mai 2021 wurde die Gesellschaft in Aspire Airlines umbenannt.
Die Fluggesellschaft scheint nicht mehr zu existieren. Die Domain der Webseite der Fluggesellschaft steht zum Verkauf und ch-aviation nennt die Airline „Out of Business“.

## Flotte
Mit Stand Juli 2021 bestand die Flotte aus einem Flugzeug:
- 1 De Havilland DHC-8-100

## Ehemalige Flugzeugtypen
- 2 Bombardier Canadair Regional Jet CRJ200
- 1 De Havilland DHC-8-200
- 2 De Havilland DHC-8-300 (eine stillgelegt)